# Burde förlag
Burde förlag är ett svenskt förlag grundat 1991 med huvudkontor i Växjö som tillverkar almanackor, medaljer och olika skolartiklar. Burde är Sveriges största tillverkare av almanackor och säljer sju miljoner almanackor varje år i Sverige och utomlands varav tre miljoner tillverkas av företaget i Växjö.